# サインポール

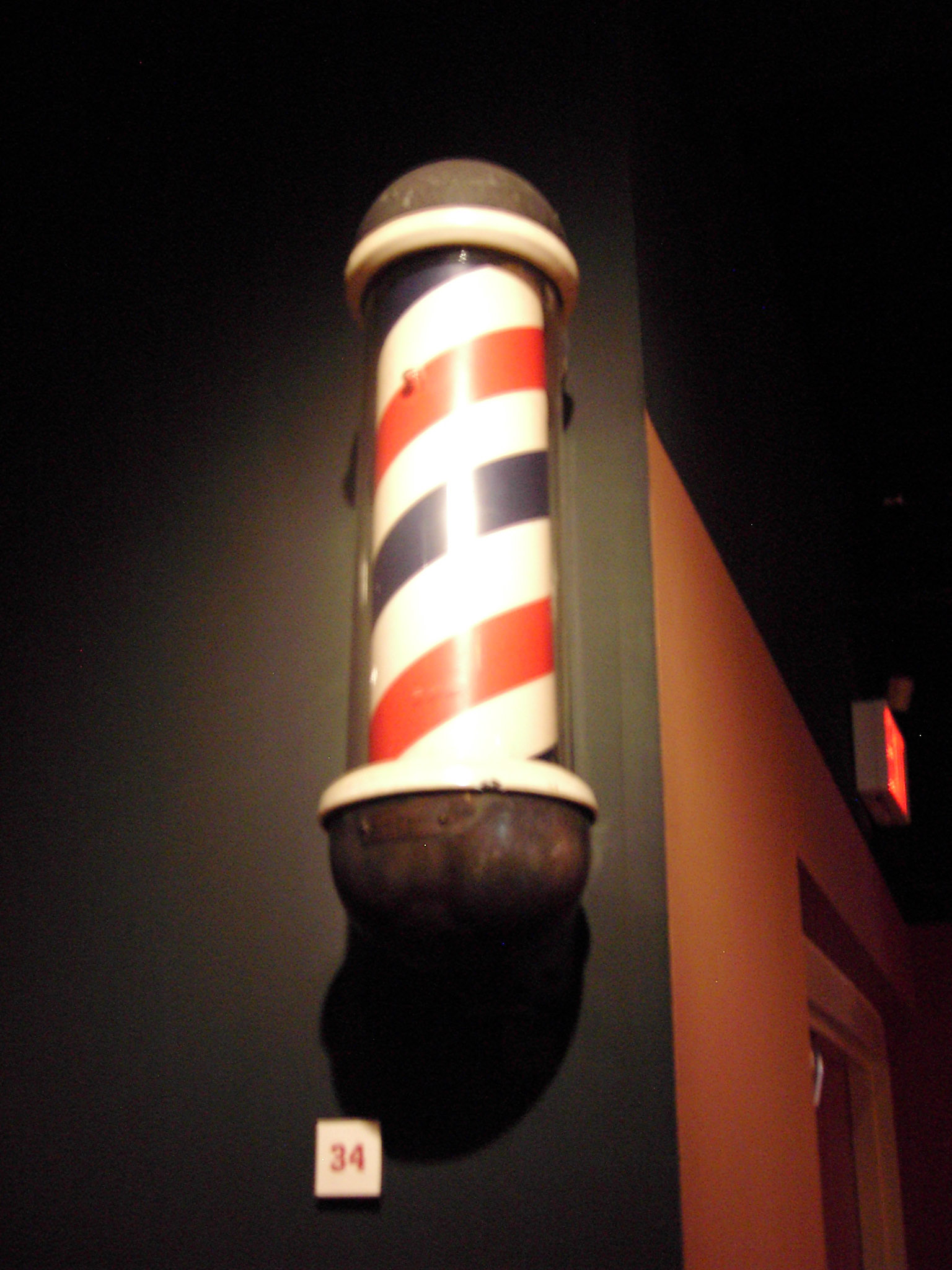
有平棒

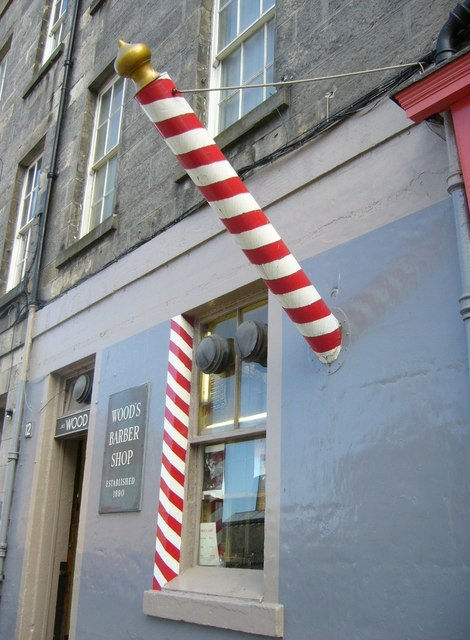
多くの国で使用されているサインポールは赤と白だけである

サインポールは、理容所を示す細長い円柱形の看板。赤・白・青の三色の縞模様（レジメンタル・ストライプ）が回転する。
語句そのものは和製英語であり、英語では barber's pole または barber pole と呼ばれる。

## 概要
理容所であることを示すもので、3色のサインポールは世界共通のマークであるといわれる。営業中を表すためにサインポールを回す。中に蛍光灯などの照明が入っているものもあり、閉店後は消灯する場合と、回転させずに明かりのみつけている場合がある。また、営業中でも予約客でいっぱいという場合には回転を止めることもある。
日本のサインポールの模様は、右側に行くにしたがって上がる、いわゆる「Z巻き」が圧倒的に多い。
ひねりを加えた形が、安土桃山時代にポルトガルから伝来した砂糖菓子の有平糖とよく似ていたことから有平棒（あるへいぼう）（またはアルヘイ棒）とも呼ばれる。

## 歴史

回転する模様

サインポールの由来には諸説あり、かつ明文化された記録が存在しないため、由来の調査は困難である。よって、内容が異なる説があったとしても一概に違うとは言いきれない場合も存在する。
- 12世紀から近代のヨーロッパでは、理髪師が外科医を兼ねていた理髪外科医の看板として、赤は動脈、青は静脈、そして白は包帯を表した棒を使用した説[3][要ページ番号][4]。しかし、血管に動脈と静脈の2種類があることが発見されたのは17世紀の血液循環説からのもので、12世紀に血管を赤と青で分けて表示したということは、歴史上考えられないという指摘がある。
- ルネサンス時代のアムステルダムの理髪外科医が、血液の赤、骨と歯の白、急ぎの仕事がなければ顎剃り（青）を行えることを示めすストライプを使用していた[5]。
- 2005年7月20日に放送されたバラエティ番組『トリビアの泉 〜素晴らしきムダ知識〜』内のコーナー「ガセビアの沼」では、「サインポールは元々中世のイギリスで、当時の理容師が外科医も兼ねていたことから血液を表す赤と包帯を表す白の2色で生まれた」「理容師と外科医を別けるため理容所は赤白に青を加える動きもあったが定着せず」「その後アメリカで建国100周年を機に愛国心を反映して同国の国旗（星条旗）のカントンの色である青が加えられたものである」という説を紹介、全国理容衛生同業組合連合会の意見を根拠に、「赤が動脈、青が静脈を表している、というのはガセ」と結論付けた[6][要ページ番号]。
- 瀉血の際に使用した棒（患者の手に握らせる杖）が原型とする説[7]。
- 1815年のワーテルローの戦いで、フランス国旗を巻き付けた棒が野戦病院に立てられたのが起源とする説[7]。